# Élections municipales de 2008 à Nouméa
Les élections municipales françaises de 2008 élisent les conseils municipaux des communes françaises. Primitivement programmées en 2007, les élections municipales françaises ont été décalées en 2008 pour ne pas surcharger le calendrier électoral, qui prévoyait cinq échéances cette année-là. Ces élections se sont déroulées les 9 et 16 mars 2008.
Bien que la collectivité sui generis de Nouvelle-Calédonie possède une organisation politique et électorale propre pour les élections provinciales, les élections municipales y suivent les mêmes règles qu'en métropole et le scrutin à Nouméa fut donc ouvert à tous les citoyens français y résidant ainsi qu'aux citoyens européens pour élire 53 membres du conseil municipal (ils étaient auparavant 49).

## Contexte politique à Nouméa avant l'élection
La majorité sortante était détenue par le Rassemblement-UMP, ancien Rassemblement pour la Calédonie dans la République (RPCR), parti historique du courant de la droite anti-indépendantiste et antenne locale de l'UMP. Ce parti a toujours contrôlé la ville à partir de sa création en 1977, et a toujours remporté la victoire dès le premier tour, que ce soit avec Roger Laroque, maire de 1953 à sa mort en 1985, puis Jean Lèques, maire depuis 1986. Nouméa est ainsi considérée comme un bastion de l'anti-indépendantisme. 
Toutefois, il s'agit des premières élections municipales à avoir lieu après la scission du camp loyaliste entre deux forces d'à peu près égales importances, le Rassemblement-UMP et l'Avenir ensemble formé par des dissidents du premier, et plusieurs autres petits partis, à la suite des élections provinciales du 9 mai 2004. Il s'agit également d'un test électoral pour toutes les formations en vue des prochaines élections provinciales de 2009. 

### L'élection de 2001
Comme toutes les fois précédentes, Jean Lèques et sa liste RPCR sont réélus dès le premier tour.
Il avait face à lui quatre autres listes, dont :
- deux divers droite clairement anti-indépendantistes :
- Nouméa, c'est capital(e) de Sonia Lagarde, unissant des membres du parti Alliance (nouveau nom depuis 1999 d'« Une Nouvelle-Calédonie pour tous (UNCT) » fondé en 1995 par les premiers dissidents du RPCR emmenés par Didier Leroux, ce parti comporte des membres de l'UDF, Leroux notamment, et du RPR, comme Lagarde) et du MPF local ;
- une liste de la section locale du Front national, emmenée par Bernard Herpin ;
- deux listes « Accordiste », c'est-à-dire se réclamant de l'idée de Destin commun développée dans l'Accord de Nouméa et ne se positionnant pas clairement sur la question de l'indépendance ou unissant des personnalités des deux camps :
- une divers droite : Tous d'ici, emmenée par Isabelle Ohlen, descendante de colon, qui unit des membres issus de la société civile au petit parti indépendantiste (mais considéré comme de droite car allié au Congrès au RPCR) de la FCCI ;
- une liste divers gauche : Alternative citoyenne, emmenée par le membre du gouvernement de la Nouvelle-Calédonie indépendantiste Gérald Cortot (FLNKS-Union calédonienne), mais comprenant des membres de la société civile et d'autres issus du petit parti accordiste « Calédonie mon pays » de Jean-Raymond Postic, numéro 2 de la liste.

| Tête de liste      | Tête de liste  | Parti        | Résultats 1er tour | Résultats 1er tour | Résultats 1er tour |
| Tête de liste      | Tête de liste  | Parti        | Voix               | %                  | Sièges             |
| ------------------ | -------------- | ------------ | ------------------ | ------------------ | ------------------ |
|                    | Jean Lèques    | RPCR         | 11 786             | 53,39 %            | 39                 |
|                    | Sonia Lagarde  | Alliance-MPF | 4 975              | 22,54 %            | 5                  |
|                    | Bernard Herpin | FN           | 2 459              | 11,14 %            | 2                  |
|                    | Gérald Cortot  | UC           | 1 684              | 7,63 %             | 2                  |
|                    | Isabelle Ohlen | FCCI         | 1 172              | 5,31 %             | 1                  |
| Abstention 43,08 % |                |              |                    |                    |                    |

### Composition du conseil municipal à la veille des élections
Sur 49 conseillers, voici la composition par formation politique locale du conseil municipal à la veille du scrutin de 2008 :
- Rassemblement-UMP : 39 élus, dont le maire (Jean Lèques) et ses 14 adjoints.
- Avenir ensemble : 4 élus, dont 3 issus de Nouméa, c'est capital(e) et l'unique élue de Tous d'ici.
- MPF : 2 élus issus de Nouméa, c'est capital(e).
- FN : 2 élus.
- FLNKS-UC : 1 élu.
- Calédonie mon pays : 1 élu.

## Les thèmes de campagne en 2008
Les principaux thèmes sur lesquels pratiquement toutes les listes font campagnes concernent alors essentiellement :
- la circulation, devenue un véritable problème, la ville étant engorgée aux heures de pointe notamment sur les axes stratégiques la reliant aux autres communes du Grand Nouméa. À cette question s'associe celle du stationnement. Les solutions proposées dans ce domaine varient particulièrement entre les différentes listes, même si beaucoup d'entre elles envisagent le développement de nouveaux modes de transport en commun du type tramway, tram-train ou trolleybus.
- l'environnement dans une ville à la forte croissance démographique pour un espace limité et où l'utilisation de l'automobile est particulièrement importante. La plupart des listes se retrouvent alors sur la nécessité d'instaurer le tri sélectif et le recyclage des déchets dans la capitale.
- la lutte contre l'insécurité, en constante augmentation au cours de l'année 2007. Plusieurs formations candidates proposent l'installation de caméra de surveillance.

## Les forces en présence pour 2008

### Anti-indépendantistes

#### Rassemblement-UMP

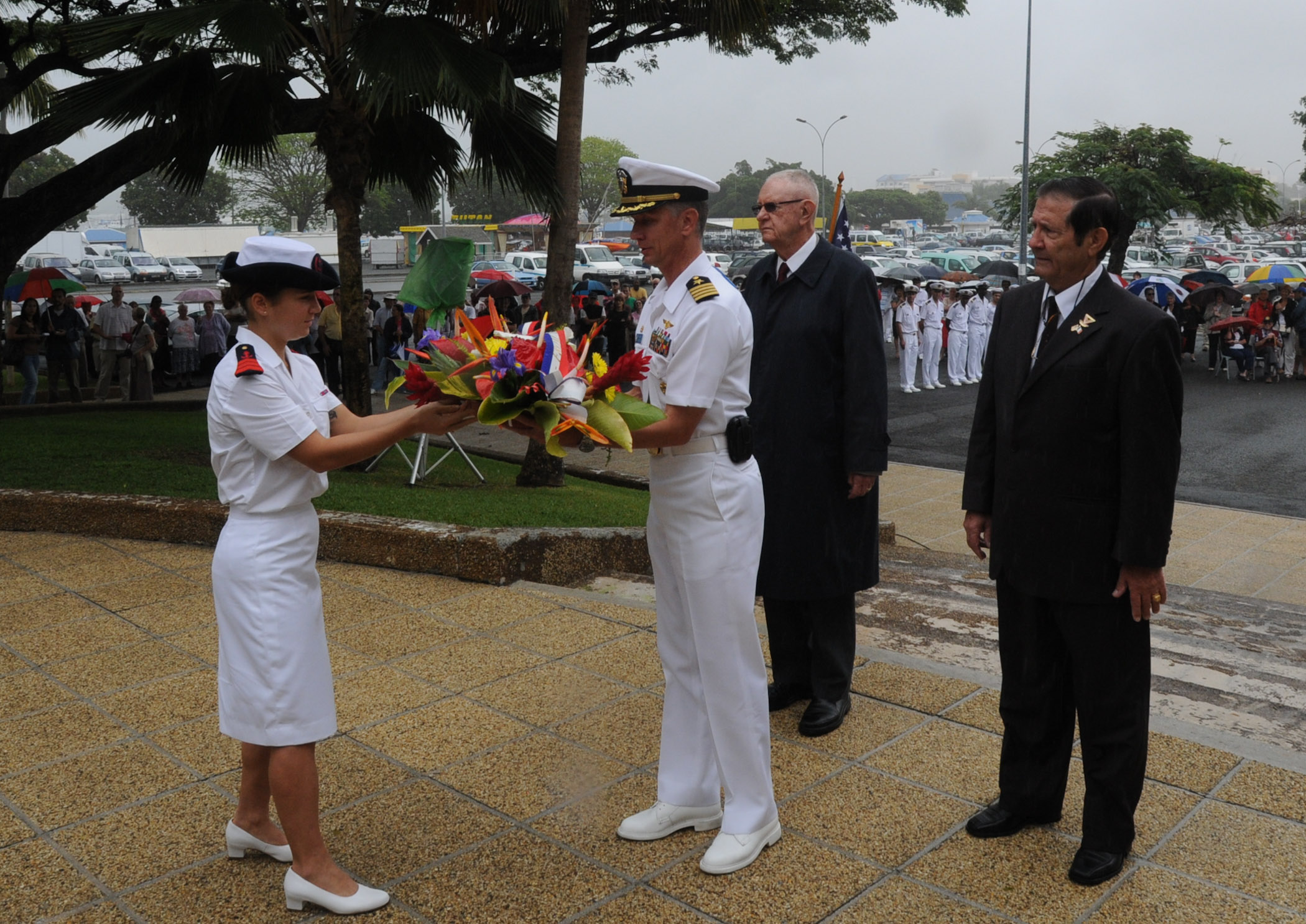
Le maire sortant de Nouméa, Jean Lèques, 2e à partir de la droite

Jean Lèques, âgé de 76 ans, décide de se représenter à la mairie pour un cinquième mandat. Il est alors le seul candidat aux primaires organisées par son parti pour choisir ses têtes de liste dans chaque commune, son premier adjoint et désormais député de la 1re circonscription depuis 2007 Gaël Yanno, un temps pressenti, ne s'étant finalement pas présenté. 
Resté populaire pour sa politique d'embellissement de la ville engagée depuis ces vingt dernières années (notamment la réhabilitation du centre-ville et de certains quartiers mais aussi l'aménagement du tour de baie ou le lancement de grands projets touristiques), surnommé affectueusement par ses administrés « Fifils », Jean Lèques commence néanmoins à être critiqué pour une circulation de plus en plus importante dans le Grand Nouméa, les problèmes de stationnement, certains projets immobiliers combattus par les riverains, notamment à la Baie des Citrons, et la hausse de l'insécurité.
Il présente sa liste et son programme le 22 février 2008. Si un tiers de ses membres sont des adjoints et conseillers municipaux sortants, dont son premier adjoint, appelé à le rester, Gaël Yanno, présent en troisième position et avec lequel il forme un véritable « ticket », cette liste fait place à de nombreuses nouvelles têtes : des jeunes, des membres de la société civile (dont l'historienne et universitaire Christiane Terrier), « des citoyens français exclus des élections provinciales » (de par le gel du corps électoral) comme Virginie Ruffenach, membre de l’Union des citoyens pour le suffrage universel, et des membres de toutes les ethnies du territoire (de nombreuses personnalités Kanaks du Rassemblement-UMP, comme Bernard Ukeiwé ou Marc-Kanyan Case, mais aussi des représentants de la communauté wallisienne comme le président du Mouvement des citoyens calédoniens et ancien membre FLNKS du gouvernement Tino Manuohalalo). Derrière les slogans « Nouméa avec passion » et « Continuons le changement », son projet de ville s'organise en neuf points :
- la circulation et le stationnement avec :
  - la réalisation d'un échangeur au niveau du rond-point Berthelot (surnommé localement « rond-point de Mageco », situé à proximité du centre-ville au début de la voie express desservant les quartiers et banlieues nord du Grand Nouméa, largement engorgée aux heures de pointe).
  - l'installation de nouveaux parkings.
  - la modification du plan de circulation au centre-ville.
  - le développement des transports en commun (surtout par la mise en place de voies réservées aux autobus).
- la sécurité avec :
  - l'installation de caméras de vidéo-surveillance.
  - pour la prévention, le développement de l'action de proximité dans les quartiers en favorisant la création d'équipements et d'activités pour les jeunes, ou par l’éducation.
- l'urbanisme qui doit être « maîtrisé », avec :
  - la nécessité de nouvelles constructions respectant le cadre de la ville.
  - une modification du plan d'urbanisme allant dans ce sens.
- « une ville plus proche de vous » passant par : 
  - la création de conseils de quartier relayant les réunions de proximité déjà organisées par la municipalité depuis plusieurs années.
  - l'augmentation des équipements et des manifestations dans les quartiers.
  - l'exercice à l'échelle des quartiers de la politique sociale et de solidarité.
- la jeunesse, dont le souci semble être incarné dans la liste elle-même, avec l'entrée dans celle-ci de nombreuses jeunes personnalités du Rassemblement-UMP et en tout premier lieu de la coresponsable du mouvement des jeunes du parti, Isabelle Champmoreau, présente en seconde place sur la liste. La politique dans ce domaine a pour objectifs : 
  - « faire de Nouméa une vraie ville universitaire »
  - la construction d'une maison de la Jeunesse.
  - le développement des « jobs d'été » pour les plus jeunes à la mairie.
- le développement durable en proposant :
  - l'installation du tri sélectif et du recyclage des déchets.
  - le renforcement des mesures de protection des forêts sèches et de la mangrove.
  - l'accroissement de la surveillance de l'air accrue.
  - le développement des modes de transport alternatifs, notamment par le prolongement des pistes cyclables.
- les administrations municipales en améliorant la « reconnaissance » et les « conditions de travail » des fonctionnaires municipaux.
- la culture et le sport par : 
  - la préparation des Jeux du Pacifique de 2011, qui auront lieu à Nouméa.
  - la construction d'un « Centre de Congrès ».
- « Nouméa est une ville française » et doit le rester, il s'agit alors d'assurer le rayonnement régional de la ville pour en faire « la capitale française du Pacifique ».

La direction de la campagne est confiée à Jean-Claude Briault, membre du gouvernement calédonien chargé du Transport aérien international et des Communications et en vint-septième position sur la liste.

#### Avenir ensemble
L'Avenir ensemble a organisé le 12 décembre 2008 une primaire pour désigner sa tête de liste pour les élections municipales lors d'une réunion au campus de Nouville de l'Université de la Nouvelle-Calédonie, le vote, par acclamation, se faisant entre trois candidats (la gagnante étant marquée en gras), : 
- Sonia Lagarde : de loin la favorite, déjà tête de liste de Nouméa, c'est capital(e) qui était arrivée en seconde position en 2001 et qui avait fourni l'essentiel des membres Avenir ensemble au sein du conseil municipal sortant (3 sur 4), elle est donc d'ores et déjà considérée comme la chef de l'opposition municipale. Elle est également première vice-présidente de l'Assemblée de la Province Sud, et membre du Congrès.
- Alain Descombels, ancien président de la Fédération des Petites et moyennes entreprises (FPME), ancien candidat divers droite aux élections législatives de 2002 dans la 1re circonscription, ancien président du groupe Avenir ensemble au Congrès de 2004 à 2007 et chargé de l'économie au sein de l'Assemblée de la Province Sud en tant que président du conseil d'administration du groupe d'investissement de l'institution, PromoSud.
- Frédéric de Greslan, avocat, militant historique de l'Alliance puis de l'Avenir ensemble.

Sonia Lagarde choisit pour sa liste un nom qui rappelle celui de 2001, à savoir « Changer, c'est capital », et présente son programme le 12 février 2008, en commençant par un hommage à son adversaire le maire sortant : « Je voudrais rendre hommage au maire sortant. Des choses ont été faites depuis plus de vingt ans. Les promenades autour des baies notamment. Mais il est temps de faire autrement et d’aller de l’avant dans la modernité. ». Son programme en 15 engagements s'articule essentiellement autour de la lutte contre l'insécurité, l'amélioration de l'environnement et la lutte contre la pollution et le développement des manifestations culturelles, et prévoit :
- pour le développement durable et l'environnement :
  - un plan d’urgence pour l’assainissement  de la ville, avec là aussi la proposition d'installer le tri sélectif et le recyclage des déchets, la création de « brigades vertes » présentes dans les quartiers chargés de sensibiliser les populations et de signaler les comportements délictueux ou inciviques, ou encore discuter avec la SLN pour qu’elle garantisse une réduction accrue de ses émissions de poussières et de soufre, notamment en optant pour le passage au « bas soufre »[12].
  - création d'« éco-quartiers », label récompensant les quartiers les plus actifs dans le domaine de la protection de l'environnement et de la lutte contre la pollution.
  - de loin la proposition phare de la campagne de Sonia Lagarde : la mise en place d'un tramway, dont une projection est présentée sur l'affiche électorale, « moyen écologique, rapide et ponctuel pour faire du transport au sein d’une agglomération » et qui relierait le futur centre urbain de Dumbéa-sur-mer (dans la commune de Dumbéa, banlieue nord-ouest de Nouméa) au centre-ville en passant par le futur « médipôle » de Koutio à l'entrée de la ville, sur un trajet de 12 kilomètres et pour un coût estimé de 3 milliards de francs CFP (25,14 millions d'euros)[13].
- pour la sécurité :
  - la lutte contre la délinquance, les tags et les nuisances sonores, en punissant notamment les délinquants par des travaux d'intérêt général[14].
  - faire de la police municipale une police de proximité avec la mise en place de policiers dans les quartiers.
- pour l'urbanisme et le développement urbain :
  - la redéfinition du plan d’urbanisme directeur, en concertation avec les urbanistes et les architectes.
  - « faire de Nouméa une ville qui vit, qui bouge, ouverte sur le monde, avec un vrai rayonnement culturel ».
  - la construction d'une piscine à vagues dans le quartier de Magenta.
- pour l'enfance, la jeunesse, les personnes âgées et les handicapés :
  - l'installation d'une cantine dans chaque école maternelle.
  - la création d'une « carte de transport Jeunes » qui permettrait aux étudiants de l'université et des BTS de prendre le bus gratuitement.
  - la création d'une « carte Séniors » permettant aux personnes âgées d'emprunter gratuitement les transports en commun et d'avoir des réductions pour les spectacles.
  - la mise en place d'un « plan accessibilité » pour faciliter l'accès aux espaces publics et le déplacement des personnes à mobilité réduite.
- pour la communication avec les habitants :
  - la création d'une maison des associations.
  - l'installation d'un observatoire municipal servant de lieu d'échange et d'expression pour les commerçants et les socio-professionnels.
  - la création d'un conseil des quartiers se réunissant une fois par trimestre.

Elle présente ensuite les membres de sa liste le 20 février 2008 : celle-ci, outre elle-même et Frédéric de Greslan, ne comporte pas de poids lourds de l'Avenir ensemble mais essentiellement des membres de la société civile. Il s'agit notamment de chercheurs et intellectuels (l'océanographe spécialiste des écosystèmes lagunaires à l'IRD Christophe Chevillon en seconde position, la juriste et spécialiste des questions de relations internationales Kareen Cornaille en cinquième place, l'écrivain Jean Vanmai à sa suite, la géographe de la santé Marie-Anne Houchot en dix-septième place), de fonctionnaires provinciaux proches de Philippe Gomès (la chef de cabinet du président de la Province Sud Marie-Laure Lafleur en septième place, la directrice de l'enseignement de la province Véronique Constans en treizième position), des sportifs ou plus généralement de représentants du monde du sport (le président de club de va'a Henri-Norbert Ouillemon est dixième, l'athlète handisport médaillé olympique Pierre Fairbank est douzième, la marathonienne sexuagénaire Valentine Holle en quinzième place) et des membres du monde associatif (la responsable d'une association de riverains du quartier de Ouémo pour la protection de l'environnement Anne de Béchade en onzième position notamment). La direction de la campagne est confiée à Grégoire Bernut, présent à la vingtième position.

#### La Diversité en mouvement
Le 23 janvier 2008, le sénateur Simon Loueckhote, ancien membre du Rassemblement-UMP jusqu'en 2006 puis depuis lors président du RPC fondé par l'ancien leader anti-indépendantiste Jacques Lafleur, annonce sa candidature à la mairie de Nouméa, alors qu'il était jusqu'à présent élu municipal à Ouvéa, dans les îles Loyauté. Il s'agit d'enraciner de manière plus importante ce nouveau mouvement au sein des institutions, puisque, depuis l'échec de la tentative de Jacques Lafleur pour être réélu député en 2007, Simon Loueckhote est le seul élu d'importance du parti (en tant que sénateur, membre du Congrès et de l'Assemblée de la province des îles Loyauté. 
Il présente sa liste, intitulée « Nouméa, la diversité en mouvement », le 21 février 2008 : celle-ci se veut représentative de la composition ethnique du chef-lieu, en comportant « 50 % d’Européens, 25 % de Mélanésiens et 25 % d’autres ethnies », et est essentiellement issue de la société civile en ne comportant pratiquement aucune personnalité politique connue, et notamment beaucoup de jeunes.
Souhaitant casser avec l'image ancienne de « Nouméa la blanche » et lutter contre l'injustice en diminuant notamment le fossé social existant entre « quartiers nord » et « quartiers sud », son programme s'organise autour de quatre thèmes principaux :
- la protection de l'environnement passant par la sensibilisation des populations, la mise en place là encore du tri sélectif et du recyclage des déchets, l'élaboration d'un plan d'assainissement avec un entretien régulier des plages et lieux publics, le suivi de la qualité de l'air et la mise en place d'un programme pluriannuel de mise aux normes des rejets provenant des activités artisanales et industrielles de la zone industrielle de Ducos dont l'assainissement est présenté comme une priorité pour la mandature. Dans le domaine des transports, il propose de développer des « bus écologiques » de plus petites tailles mais plus nombreux, d'équiper le parc automobile de la Ville avec des véhicules propres, de multiplier le nombre de pistes cyclables et de favoriser l'usage des deux roues.
- la lutte contre les inégalités, qui devient rapidement le principal objectif de la liste, avec le développement des politiques sociales, la création de centres d'accueil et médicalisés pour les personnes âgées, de crèches et de garderies, le traitement du problème des sans domiciles fixes (en proposant la création d'une unité du type du Samu social en liaison avec la police municipale, les services sociaux et la Croix-Rouge, mais également, sur le long terme, favoriser leur réinsertion par une prise en charge dans des établissements spécialisés en dehors de la ville) et de celui des squats (en déclarant le logement « priorité territoriale » en augmentant les moyens dans le domaine du logement social tout en prenant en compte, dans la construction de ceux-ci, des réalités des populations concernées et notamment du mode de vie des communautés océaniennes) ou encore favoriser l'accès aux transports en commun pour les plus démunis.
- le recul de la délinquance par l'augmentation des effectifs policiers qui devront être plus présents sur le terrain, la généralisation de l'installation de caméra de vidéo-surveillance, le développement de la coopération avec la police nationale, la coopération avec les associations de quartier en créant un statut spécifique pour leurs membres ou encore la création d'agents de proximité (agents de citoyenneté, correspondants de quartier et médiateurs).
- l'attractivité de la ville par la valorisation du centre-ville (surtout par les aménagements de la ZAC Ferry sur le port qui doit assurer l'ouverture sur la mer du centre-ville, en lui donnant une « touche océanienne » et en y développant des activités artisanales), des projets culturels (comme la construction d'un Palais des Congrès ou la création d'un espace destiné aux cérémonies traditionnelles et aux grandes rencontres culturelles), la promotion des jeunes talents et le développement du secteur associatif dans le domaine sportif et culturel (par la création du statut de bénévole ou en construisant une maison des associations). Il s'agit également pour lui de revaloriser le poids de la capitale qui selon lui dispose d'un budget sous-évalué par rapport à sa population et d'un rôle politique trop faible.

Le 6 mars 2008, les membres de la liste, déguisés en hommes et femmes-sandwichs portant sur leur pancarte le slogan « La mairie nous bâillonne », manifestent devant la mairie, exprimant ainsi leur mécontentement de n'avoir pas obtenu de salles pour leur dernier meeting de campagne (la même salle ayant été réservé par les membres de la liste et ceux du Rassemblement-UMP, les deux camps revendiquant la primauté de la réservation). 
La direction de la campagne est confiée à Christophe Delière, en septième position sur la liste.

#### Front national
La section du parti d'extrême droite, qui milite essentiellement pour un maintien strict de la Nouvelle-Calédonie au sein de la République française sans aucune distinction ou autonomie, est alors en pleine perte de vitesse : alors que son candidat Bernard Herpin avait réalisé 11,1 % des suffrages et réuni plus de 2 700 voix aux élections législatives de 2002 dans la 1re circonscription, Guy George, candidat aux législatives de 2007 dans la même circonscription, n'avait obtenu qu'à peine 1 500 voix et 4,21 % des suffrages. Il s'agit alors pour ce parti d'assurer son maintien dans les conseils municipaux et de conserver ses 2 élus obtenus à Nouméa en 2001. 
Comme en 1995 et en 2001, la direction de la liste FN échoie à Bernard Herpin, membre du Congrès et de l'Assemblée de la Province Sud depuis 1989, ainsi que secrétaire fédéral par intérim du mouvement depuis le 15 décembre 2007, date à laquelle le titulaire de cette fonction, Guy George, s'est mis en retrait momentané en raison de problèmes de santé. Il forme une liste d'entente communale, ouverte à la société civile.
Il mène une campagne très critique vis-à-vis de la majorité sortante, se disant vouloir « offrir aux Nouméens un cadre de vie digne d’une cité moderne, libéré d’une majorité qui, depuis trop longtemps, étouffe les initiatives et ne supporte pas la contradiction ». Ses principaux axes de bataille sont :
- sur la sécurité : « en remotivant la police municipale vers sa mission première ».
- sur l'environnement : par la préservation, le remaniement et l'amélioration des espaces verts à travers une équipe renouvelée, la définition de l'assainissement comme « une des priorités à poursuivre ».
- sur le plan social : surtout dans le domaine de l'accueil et de la prise en charge des personnes âgées « qui ne doivent pas être une charge, mais envers lesquelles on a une dette d’honneur, celle de ne pas les laisser dans l’oubli ».
- sur la place et le rayonnement de Nouméa : il dit vouloir « que Nouméa reste la vitrine de la France dans le Pacifique ».

### Indépendantistes

#### FLNKS
Le FLNKS décide de former une liste unitaire à Nouméa, dénommée « Alternatives citoyennes-Une ville pour tous ! » et dont la direction est confiée à Sylvain Pabouty, membre du Palika, directeur de cabinet de la vice-présidente du gouvernement Déwé Gorodey et militant associatif notamment dans le domaine de la défense des squatters. 
Dans une commune clairement loyaliste, cette liste ne met pas l'accent sur son aspect indépendantiste mais se veut une liste d'« ouverture » à toutes les formations de gauche du territoire, et comprend des membres issus non seulement des quatre composantes du FLNKS (le Palika, l'Union calédonienne, le RDO et l'UPM), mais aussi du LKS, de la fédération locale du PS (représenté par cinq personnes toutes présentes parmi les 10 premiers noms de la liste, et notamment Maryvonne Carpentier à la seconde place) et de la société civile (dont trois figurent parmi les dix premiers de la liste),. 
Considérant que : « Quand on arrive ici, on se croirait dans une ville du sud de la France, en beaucoup moins beau. Nouméa a besoin d’afficher son identité océanienne pour devenir pleinement la cité multiculturelle qu’elle est de fait. », la liste Alternative citoyenne déclare souhaiter moderniser Nouméa et lui donner une identité océanienne tout en voulant « en finir avec vingt-cinq ans de gestion désuète ». Elle définit un programme en cinq points :
- « Une ville citoyenne : une ville et des services pour tous les citoyens » sur le modèle de la démocratie participative avec :
  - la création d'arrondissements comme circonscriptions électorales afin que chaque quartier ait au moins un représentant au sein du conseil municipal, et dont chacun disposerait d'une mairie annexe chargée de certaines fonctions administratives comme l’état civil ou l’inscription sur les listes électorales. Il s'agit de la proposition phare de la campagne d'Alternative citoyenne.
  - la création d'une maison des associations.
  - la révision des critères d'attribution des subventions municipales, critiquant l'existence, selon eux, de « subventions de copinage ».
  - l'amélioration des services et de l'accessibilité des maisons de quartier par des horaires réaménagées, l'extension des permanences d'entreprises et d'institutions aux secteurs de la santé, de l'école, de l'eau et de l'électricité et la mise en place d'un guichet de service aux usagers proposant des aides telles que les services d'un écrivain public ou une photocopieuse.
- « Le transport : des déplacements pour tous » visant à « donner à chacun la possibilité de se déplacer selon ses besoins », avec pour but de pouvoir marcher en sécurité et de se déplacer à vélo dans toute la ville, par le biais de :
  - trottoirs et chemins éclairés et sécurisés.
  - la généralisation des pistes cyclables dans toute la ville, éclairées et séparées des voitures.
  - la mise en place d'un service de location de vélos, voire de vélos électriques.
  - la baisse des prix de transports en commun par l'instauration d'une « carte de quotient familial » ou en mettant en place un ticket commun pour les deux opérateurs de bus de la ville (Karuïa Bus et CarSud).
  - un meilleur accès en désenclavant certains quartiers et sites (comme l'université, jugée mal desservie, mais aussi en étendant le réseau à tout le Grand Nouméa), en développant les correspondances tout en facilitant l'accès aux bus qui doit être adapté aux personnes handicapées, aux anciens et aux mères avec bébé.
  - l'agrandissement de la gare routière avec des parkings sécurisés.
  - l'aménagement d'horaires élargis et adaptés lors des manifestations particulières comme les jeudis des centre ville, les carnavals, entre autres.
  - la définition de nouveaux moyens de transports en commun comme un ferry qui relierait la banlieue à la ville, un tramway ou bien un bus hybride en site propre et le développement de moyens de transport moins polluants.
- « Une ville Solidaire : L’adaptation des services et des tarifs à tous les citoyens », avec pour slogan « C’est la ville pour tous dans la solidarité entre tous », qui passe par :
  - la création de la « carte de quotient familial » donnant droit à des réductions proportionnelles aux revenus et au nombre d’enfants sur tous les services publics (les transports, les établissements cultuels comme la médiathèque, les bibliothèques et les musées, les droits d'entrée aux lieux de loisir comme les piscines ou l'aquarium, la cantine et les fournitures scolaires, les frais funéraires, notamment).
  - la mise en place d'une police de proximité déployée dans tous les quartiers, avec un rôle de prévention accru.
  - la création de foyers d'accueil pour les populations des îles, du Nord ou du Grand Sud venant s'installer à Nouméa, pour les problèmes de santé, les perspectives de formation ou les formalités administratives à accomplir.
  - la revitalisation des quartiers et la lutte contre la « fracture » existant entre « quartiers Nord » et « quartiers Sud », en entretenant et améliorant les parcs de loisirs, en ouvrant les maisons de quartier et de musique les samedi et dimanche et en dehors des horaires administratifs, en améliorant l'animation du centre-ville notamment le week-end ou en créant, dans chaque quartier, des marchés, des lieux adaptés pour les deuils et mariages coutumiers avec des fours kanak et océanien.
- « Une politique de l’eau et des déchets dans l’intérêt des citoyens : pour en finir avec le "tout au lagon" » en discutant directement avec les habitants de la politique de gestion de l'eau et des déchets, en prévoyant :
  - la sensibilisation des populations.
  - la rénovation, le développement et le nettoyage des toilettes publiques, des poubelles et des trottoirs.
  - la baisse des charges sur l'eau et les déchets, notamment par le biais de la carte quotient familial ou en refusant de payer trop chers certains investissements.
  - l'instauration du tri sélectif.
  - la généralisation de la séparation des eaux pluviales des eaux usées.
- « Une gestion durable du logement et du plan d’urbanisme : s’adapter aux citoyens, pas aux promoteurs, et sauver le patrimoine » en favorisant l'accès au logement pour les squatters et en assurant le caractère « océanien » de la ville par :
  - l'amélioration de l'accès au parc locatif et de la mixité sociale des logements en encadrant le régime des cautions, en améliorant la politique d’accession à la propriété, en lotissant les terrains appartenant au fonds de solidarité habitat (FSH) et en demandant la taxation forte des terrains non bâtis.
  - l'intégration du caractère kanak et océanien dans l'architecture et l'urbanisme, en organisant des jardins kanaks balisés et officiels, ainsi que le développement durable, en conservant des espaces verts dans toute la ville, en ne délivrant les permis de construire que dans le cadre d’une architecture écologique raisonnée ou en donnant priorité aux constructions utilisant des énergies renouvelables.
  - la réalisation d'un inventaire du foncier de la commune et des autres collectivités.

#### Parti travailliste
Il s'agit du premier test électoral de ce parti fondé le 17 novembre 2007 pour servir de bras politique au syndicat radical USTKE. Emmenée par Jean Durut, ancien directeur du Centre d’information et d’orientation, la liste du parti, qui comprend des militants de l'USTKE mais aussi des travailleurs non syndiqués, dit vouloir « redonner un sens au mot démocratie, redonner sa dignité humaine à la population ». 
Il fait campagne sur trois axes principaux :
- le logement avec :
  - l'accélération de la construction des logements sociaux afin de mettre fin aux squats.
  - la mise en place d'une commission extérieure chargée de l'attribution des logements sociaux.
- la proximité et la transparence des services de la mairie avec :
  - la création d'agents communaux « pluridisciplinaires et formés » afin de « répondre aux diverses questions pratiques que peuvent se poser les gens ».
  - l'établissement d'une plus grande transparence dans les attributions et publications des marchés publics.
- l'environnement et le développement durable avec :
  - la création d'une « journée verte » sans véhicule dans la ville.
  - la multiplication des stations d'épuration.
  - l'instauration du tri sélectif et du recyclage.
  - la préservation du littoral en empêchant toute construction sur le domaine maritime et en luttant contre la pollution.
  - le développement de nouveaux moyens de transport comme un tramway ou un monorail aérien, et le prolongement des pistes cyclables.

### Accordistes
Jean-Raymond Postic, conseiller municipal sortant depuis 1995 (qui avait été réélu en 2001 sur la liste commune formée avec le FLNKS Gérald Cortot en 2001), président du petit parti accordiste, autonomiste et progressiste Calédonie mon pays et ancien candidat aux élections législatives de 1997 et 2002 dans la 1re circonscription, forme cette fois-ci sa propre liste, intitulée « Nouméa, c'est ma ville ». Elle comprend des membres de Calédonie mon pays mais aussi d'autres mouvements se réclamant de l'esprit de l'accord de Nouméa, à savoir « Destin commun » et le Mouvement chiraquien des démocrates-chrétiens, ainsi que des personnalités de la société civile dont l'historien du bagne Louis-José Barbançon.
Considérant que « Nouméa reste un puzzle, une juxtaposition de gens. Ce n’est pas une société, unie et cohérente », il veut améliorer le lien social et le partage entre les habitants de la ville, et définit deux objectifs prioritaires :
- « faire de Nouméa, à terme, un modèle écologique » avec[28] :
  - la mise en place d'un « véritable plan Marshall de l'assainissement » en triplant les dépenses annuelles dans ce domaine.
  - la révision du plan de transports de Nouméa et du Grand Nouméa, en proposant surtout la création d'un tram-train sur le modèle de celui développé à La Réunion et selon le mode de financement partenariat public-privé (PPP), son montant étant estimé à 60 milliards de Francs CFP (502,8 millions d'euros). Il relierait l'aéroport international de la Tontouta, dans la commune de Païta à 52 km de Nouméa, au quartier de Boulari, véritable centre-ville de la commune du Mont-Dore dans la banlieue nouméenne nord-est, en passant par le village de Païta, celui de Dumbéa et les quartiers de Koutio, Saint-Quentin et Yahoué, à la limite nord de la ville qui serait également desservie par une correspondance. Dans le même temps, il critique le projet de tramway de Sonia Lagarde : « il est dépassé et ne solutionne pas vraiment les problèmes car il se limite trop à Nouméa ».
  - l'amélioration de l'état des routes en proposant « d’utiliser les techniques et le savoir-faire de nos voisins, chez qui les chaussées sont bien meilleures »[29].
- « rendre la ville à ceux qui y vivent »[30] avec :
  - l'attribution d'un budget aux quartiers, dont l’emploi serait décidé par les habitants, regroupés en associations, et dont les décisions remonteraient ensuite au conseil municipal pour être entérinées.
  - la création d'un conseil municipal de jeunes, similaire au conseil municipal junior déjà existant.
  - l'amélioration de la proximité avec la création de pôles municipaux de services autour de mairies annexes et qui comprendrait notamment des centres d'accueil de sécurité ou des crèches municipales.
  - la baisse des prix par la renégociation des contrats avec les sociétés de services, notamment pour l'eau[29].

## Le premier tour

### Les candidats
- Jean Lèques, sortant (Rassemblement-UMP, classé « Majorité présidentielle » par le ministère de l'intérieur).
- Sonia Lagarde (Avenir ensemble, membre de l'UMP, classée « divers droite » par le ministère de l'intérieur)
- Simon Loueckhote (RPC, membre de l'UMP, classé « divers droite » par le ministère de l'intérieur)
- Jean-Raymond Postic (Calédonie mon pays, classé « divers gauche » par le ministère de l'intérieur)
- Bernard Herpin (FN)
- Sylvain Pabouty (FLNKS-Palika, classé « divers gauche » par le ministère de l'intérieur)
- Jean Durut (Parti travailliste, classé « extrême gauche » par le ministère de l'intérieur)

La période de dépôt des listes, comportant chacune 53 noms, a eu lieu du 15 au 21 février 2008, à 18h.

### Les résultats
| Tête de liste      | Tête de liste       | Parti  | Résultats 1er tour | Résultats 1er tour |
| Tête de liste      | Tête de liste       | Parti  | Voix               | %                  |
| ------------------ | ------------------- | ------ | ------------------ | ------------------ |
|                    | Jean Lèques         | R-UMP  | 11 057             | 43,49 %            |
|                    | Sonia Lagarde       | AE     | 6 290              | 24,74 %            |
|                    | Simon Loueckhote    | RPC    | 3 185              | 12,53 %            |
|                    | Jean-Raymond Postic | UC     | 1 425              | 5,61 %             |
|                    | Bernard Herpin      | FN     | 1 371              | 5,39 %             |
|                    | Sylvain Pabouty     | Palika | 1 174              | 4,62 %             |
|                    | Jean Durut          | PT     | 921                | 3,62 %             |
| Abstention 46,19 % |                     |        |                    |                    |

### Conséquences
Pour la première fois depuis 1953, un second tour doit avoir lieu à Nouméa, alors que l'abstention a été particulièrement forte. De plus, trois listes dépassent le seuil des 10 % des suffrages exprimés et peuvent donc se maintenir au second tour dans une triangulaire : 
- le Rassemblement-UMP du maire sortant Jean Lèques qui, tout en arrivant assez largement en tête (avec près du double du score obtenu par la liste arrivée en seconde position), perd 729 voix par rapport au scrutin de 2001 et est mis en ballotage.
- « Changer, c'est capital » de Sonia Lagarde obtient plus de 1 300 voix supplémentaires que ce qu'avait réuni « Nouméa, c'est capital(e) » en 2001, et réussit à se qualifier pour le second tour avec la possibilité de fusionner avec d'autres listes d'opposition à la majorité sortante.
- « Nouméa, la diversité en mouvement » de Simon Loueckhote, pour sa première participation à ce scrutin, crée la surprise en se qualifiant lui aussi pour le second tour.

Deux autres listes obtiennent plus de 5 % des suffrages exprimés et peuvent donc fusionner avec l'une des formations qualifiées pour le second tour :
- « Nouméa, c'est ma ville » de Jean-Raymond Postic qui obtient à peine moins que la liste « Alternative citoyenne » qu'il avait formée en 2001 avec le FLNKS, ce qui constitue un très bon score pour son petit parti, Calédonie mon pays.
- « Front national - Entente communale » de Bernard Herpin fait quant-à-elle une véritable contre-performance : alors qu'elle était arrivée en troisième position en 2001 avec près de 2 500 voix, 11,14 % des suffrages et deux élus, il divise presque de moitié ce score en 2008 et a de faible change de retourner au conseil municipal, toute fusion de l'un des mouvements qualifiés pour le deuxième tour avec des membres du parti d'extrême-droite étant difficile à envisager.

Enfin, les deux seules listes indépendantistes obtiennent moins de 5 % des voix et sont donc sûres de n'avoir aucun élu municipal à Nouméa :
- « Alternatives citoyennes-Une ville pour tous ! » de Sylvain Pabouty obtient près d'une fois et demi moins que ce que la liste d'union FLNKS-Calédonie mon pays avait récolté en 2001. Le FLNKS perd ainsi sa représentation au conseil municipal.
- Le Parti travailliste de Jean Durut obtient le plus faible score, avec seulement 921 voix et 3,62 % des suffrages, mais il s'agit alors de la première épreuve électorale de ce nouveau parti.

## Le second tour

### Le projet d'alliance Lagarde-Loueckhote
Dès le 10 mars 2008, l'idée d'une fusion entre les listes de Sonia Lagarde et de Simon Loueckhote est envisagée pour faire front commun contre le maire sortant Jean Lèques, avec la possibilité d'obtenir alors la mairie pour Sonia Lagarde. 
Néanmoins le 11 mars 2008, Simon Loueckhote annonce qu'il a déposé sa liste pour le second tour sans y apporter de changement par rapport à celle présentée au premier, et refuse donc la fusion, dans une volonté de « marquer les différences avec les autres partis en place ». Pour Sonia Lagarde, il s'agit alors que d'un calcul électoral visant à compter ses voix en vue des prochaines provinciales, et, n'ayant pas contacté les autres listes ayant la possibilité de fusionner pour le second tour, elle maintient également sa liste « Changer, c'est capital » à l'identique. Le Rassemblement-UMP en avait déjà fait de même dès le 10 mars. Une élection triangulaire est donc organisée pour le scrutin du 16 mars 2008. 
Toutes les listes éliminées au premier tour décident alors de donner la liberté de vote (pour l'une des trois listes candidates, l'abstention ou le vote blanc). 

### Les résultats
| Tête de liste      | Tête de liste    | Parti | Résultats 1er tour | Résultats 1er tour | Résultats 1er tour |
| Tête de liste      | Tête de liste    | Parti | Voix               | %                  | Sièges             |
| ------------------ | ---------------- | ----- | ------------------ | ------------------ | ------------------ |
|                    | Jean Lèques      | R-UMP | 12 504             | 49,41 %            | 40                 |
|                    | Sonia Lagarde    | AE    | 8 379              | 33,11 %            | 9                  |
|                    | Simon Loueckhote | RPC   | 4 422              | 17,47 %            | 4                  |
| Abstention 45,91 % |                  |       |                    |                    |                    |

### Conséquences
La participation est alors un peu plus forte qu'au premier tour.
Bien que n'ayant pas obtenu (de peu, à 150 voix près) la majorité absolue en voix, Jean Lèques et le Rassemblement-UMP restent assez largement en tête et, selon le principe de la prime au gagnant, conservent la majorité absolue au conseil municipal avec 40 élus sur 53, soit plus des 3/4 de l'assemblée communale (75,5 %). Cette majorité est toutefois moins importante qu'en 2001, où le parti avait obtenu 79,6 % du total des sièges. Le parti a augmenté son score par rapport au premier tour d'un peu moins de 1 500 voix. 
Sonia Lagarde obtient pour sa liste près du tiers des voix, augmentant son score du premier tour d'un peu plus de 2 000 voix, et 9 élus sur 53 (17 % des sièges), soit 4 de plus que ce que l'Avenir ensemble possédait au conseil municipal sortant. 
Simon Loueckhote obtient un peu plus de 1 200 que ce qu'il avait réalisé au premier tour, et entre pour la première fois au conseil municipal de la ville avec 4 sièges (7,5 % du conseil municipal). Fort de ce résultat, et vu l'absence de soutien donné par Jacques Lafleur à sa campagne, le sénateur décide de créer, à partir de sa liste et d'autres personnalités essentiellement issues du RPC mais aussi nouvelles en politique, un nouveau parti, le Mouvement de la diversité (LMD).       
Jean Lèques est réélu maire le 23 mars 2008, étant seul candidat à sa succession : sur 53 conseillers municipaux, 52 étaient présents, 40 (tous les membres du groupe Rassemblement-UMP) ont voté pour lui et 12 bulletins blancs. Une fois réélu, le maire est applaudi par l'ensemble du conseil municipal (les élus des groupes Rassemblement-UMP et « Nouméa, la diversité en mouvement » se levant tous, seuls les membres de « Changer, c'est capital » restant assis).
Le 31 mars 2008, c'est au tour des 15 adjoints au maire d'être désignés : si Sonia Lagarde avait demandé que certains postes d'adjoints soient ouverts aux membres de l'opposition municipale, cette proposition est rejetée par le Rassemblement-UMP au motif que « Sonia Lagarde et ses colistiers, ainsi que Simon Loueckhote et les siens, n’ont pas voté pour Jean Lèques lors de l’élection du maire. De plus, il aurait fallu un minimum de ralliement et d’adhésion sur la campagne municipale. Cela n’a pas été le cas ». Ainsi, la majorité présente une liste de 15 noms, « Changer, c'est capital » n'en propose que cinq et « Nouméa, la diversité en mouvement » un seul. Chaque liste fait le plein de ses voix, et donc l'ensemble des adjoints est issu du Rassemblement-UMP.